# Чередниченко Олександр Іванович
Олекса́ндр Іва́нович Чередниче́нко (нар. 15 червня 1947) — український мовознавець  та перекладач, доктор філологічних наук (1984), професор (1985), академік АН ВШ України (1992).

## Життєпис
Народився 15 червня 1947 р. в м. Києві. У 1971 р. закінчив Київський університет ім. Т. Шевченка, диплом з відзнакою, свідоцтва університетів м. Бордо (1977), м. Гренобля (1986) та Паризького Міжнародного інституту державного управління (1998). Працює у Київському університеті ім. Т. Шевченка з 1971 р.: асистент, старший викладач (1976), доцент (1977), декан факультету романо-германської філології (1977—1981), завідувач кафедри теорії і практики перекладу (1979—1981), старший науковий співробітник (1981—1983), завідувач кафедри теорії і практики перекладу з романських мов ім. М. Зерова (1983—2010), декан факультету іноземної філології (1992—2001), український координатор міжнародного проєкту «Техніка усного і письмового перекладу» за програмою Темпус-Тасіс (1994—2001), позаштатний  консультант-перекладач  Адміністрації Президента України (1994-2001). Головний редактор наукових збірників «Теорія і практика перекладу» (1979—1991), «Мовні і концептуальні картини світу» (1996—2010), Вісника КНУ «Іноземна філологія» (1992—2020), голова спеціалізованої вченої ради для захисту докторських дисертацій з мовознавства і перекладознавства (1993—2006), голова науково-методичної комісії з іноземної філології МОН України (1992—2001), член журі міжнародної премії ім. Г. Сковороди (2001-2005), член експертної ради державної акредитаційної комісії МОН України (2001—2006), член національної правописної комісії при Кабінеті міністрів України (2016—2019), член ради Державного фонду фундаментальних досліджень (2015—2019), експерт Конституційного суду України з питань функціонування державної мови  (2019-2021), член правління товариства Україна-Франція (від 1996). Віцепрезидент (2004—2010) і академік-секретар (з 2004 р.) відділення філології, мистецтвознавства і масової комунікації Академії наук вищої школи України.

## Наукова й педагогічна діяльність
Праці в галузі загального і романського мовознавства, соціолінгвістики, контрастивної лінгвістики, історії і теорії перекладу. Розробив теорію варіювання літературних мов в інонаціональному контексті, істотно розвинув і доповнив теорії мовних контактів і перекладу. Створив власну лінгвістичну та перекладознавчу школу. Підготував 4 доктори філологічних наук (М. Попович, З. Гетьман, Р. Поворознюк, В. Балабін), 1 доктора філософії Н. Шевченко (Франція) у співпраці з проф. П. Арно і 19 кандидатів наук.

## Відзнаки
- лауреат Премії ім. Тараса Шевченка КНУ (1995)
- лауреат Премії ім. Ярослава Мудрого АН ВШУ (2000),
- заслужений діяч науки і техніки України (1997),
- кавалер французького ордена Академічних пальм (2001),
- кавалер ордена Зірки італійської солідарності (2003).
- почесний доктор Дрогобицького державного педагогічного університету ім. Івана Франка (2009).
- почесний доктор Центральноукраїнського (Кіровоградського) державного університету ім. Володимира Винниченка (2012).
- лауреат нагороди Святого Володимира АН ВШУ (2017),
- відмінник освіти (2017).

Згадки про нього у кн.: «Київський університет ім. Т. Шевченка. Сторінки історії і сьогодення» (1994); «Хто є хто в Україні» (К., 1997), «Наука в КНУ на зламі тисячоліть» (2002); Linguistica computazionale. Special issue. Vol. VII. Pisa (Italia), 1991; у газетах «Демократична Україна» (15.06.97), «Управління освітою» (24.12.2001); наук. збір.  Sens [public]. Les Cahiers 17-18, Lyon (France), Avril 2015.

## Основні наукові праці
- Лексико-семантичні і прагматичні проблеми перекладу з французької мови. К., 1978.
- Язык и общество в развивающихся странах Африки. К., 1983. — 168 c.
- Теорія і практика перекладу. Французька мова. Підручник. К.,1995. — 320 с. (співавтор  Я. Коваль).
- Мови європейського культурного ареалу: розвиток і взаємодія. К.,1995 (редактор і співавтор).
- Essays on Ukrainian  Orthography and Language. New York–L'viv, 1997 (співавтор).
- La traduction au seuil du XXIe siècle: histoire, théorie, méthodologie [Переклад на межі XXI століття: історія, теорія, методологія]. Strasbourg — Kyiv, 1997 (редактор і співавтор).
- Григорій Кочур і український переклад. К., 2004 (редактор і співавтор).
- Про мову і переклад, Київ, 2007. — 248 с.
- Sprachlishe Individuation in mehsprachigen Regionen Osteuropas / Klaus Bohmann (ed.). Leipzig, 2009 (співавтор).
- La Francophonie en Europe du Sud-Est. Aspects historiques, problématiques actuelles / Klaus Bohmann (ed.). Leipzig, 2016 (співавтор).
- Переклад — Культура — Ідентичність. Київ, 2017. — 224 с.
- Мовне законодавство і мовна політика: Україна, Європа, світ. К., 2019 (співавтор).